# Paracu
Paracu (em francês: Parakou) é a maior cidade no norte do Benim, com uma população  de cerca de 255478 pessoas, e capital do Departmento Borgou. Encontra-se na principal estrada norte-sul e no final de uma ferrovia para Cotonou. Isto tornou-a uma importante cidade mercado, enquanto as indústrias principais incluem a manufatura de óleo de amendoim e uma cervejaria. 